# Vulgichneumon normops
Vulgichneumon normops är en stekelart som beskrevs av Heinrich 1967. Vulgichneumon normops ingår i släktet Vulgichneumon och familjen brokparasitsteklar. Inga underarter finns listade i Catalogue of Life.